# Climate of Hope
Climate of Hope: How Cities, Businesses, and Citizens can Save the Planet est un livre sur les sciences de l'environnement de Carl Pope et Michael Bloomberg.

## Contexte
Le livre est divisé en six parties avec deux chapitres chacune ainsi qu'une conclusion. Le livre permet un échange entre Pope et Bloomberg alors qu'ils s'appuient sur leurs expériences individuelles au sein de leurs carrières respectives, ainsi que sur des leçons historiques et des preuves scientifiques pour discuter de l'inévitable crise climatique du réchauffement climatique.
Ils examinent les problèmes rencontrés sous divers angles et discutent également des solutions qu'ils ont mises en œuvre et aimeraient voir mises en œuvre, et des obstacles à ces solutions. Enfin, ils examinent comment la société a le potentiel de résoudre cette crise en utilisant des technologies et des politiques innovantes,,.

## Publication
Climate of Hope a été publié le 18 avril 2017 par St Martin Publication Press et était l'un des livres de non-fiction les plus vendus du New York Times cette année-là,.